# Cross-match
El cross-match o prueba cruzada es un estudio de histocompatibilidad que detecta la presencia de anticuerpos anti-HLA preformados en el suero de un paciente contra los linfocitos de un posible donante, con el fin de evitar la pérdida inmediata del injerto.

## Técnicas de cross-match
La prueba cruzada puede realizarse mediante técnicas de microlinfocitotoxicidad, o citotoxicidad dependiente de complemento (CDC), o por citometría de flujo. En el primer caso, si el receptor tiene anticuerpos preformados contra antígenos del donante, se produce activación del complemento y una lesión de la membrana celular, siendo positiva la prueba de cross-match y contraindicándose la realización del trasplante. En la técnica de citometría de flujo se realiza una primera incubación de células del donante con el suero del receptor y luego una segunda incubación con anticuerpo anti-IgG o anti-IgM marcado con una sustancia fluorescente. Los anticuerpos que sólo se detectan mediante citometría de flujo y no por citotoxicidad, no necesariamente se asocian a la pérdida del injerto.

## Interpretación de los resultados
Si la prueba cruzada resulta positiva, el trasplante está contraindicado para la mayoría de los órganos, siendo los riñones, el corazón, el páncreas y los pulmones los más sensibles a sufrir rechazo, y el hígado aquel con menor incidencia.
La prueba cross-match se realiza tanto para linfocitos T como para linfocitos B, ya que  los primeros sólo presentan HLA-1, mientras que los segundos presentan tanto HLA-1 como HLA-2. Si el cross-match resulta positivo para ambos linfocitos, significa que en el suero del paciente hay anticuerpos preformados tanto contra HLA-1 como HLA-2, por lo que el trasplante estaría completamente contraindicado debido a la alta probabilidad de presentarse un rechazo hiperagudo. Por otro lado, si la prueba cruzada es B positiva y T negativa, es decir que los receptores que presentan anticuerpos contra linfocitos B del donante, pero no contra los linfocitos T, el pronóstico es similar al de aquellos receptores con prueba cruzada B negativa y T negativa.

## Tipos de cross-match
- Cross-match frente a panel (PRA)
- Cross-match pre-trasplante o dador-receptor
- Cross-match familiar
- Cross-match matrimonial